# Seleção Venezuelana de Rugby Union
A Seleção Venezuelana de Rugby Union é a equipe que representa a Venezuela em competições internacionais de Rugby Union. 
Está posicionada, atualmente, no terceiro escalão da modalidade a nível mundial, ocupando o 62º lugar no ranking da entidade (com base na última atualização, de 18 de fevereiro de 2018).

## Histórico
Em 1998, a Venezuela filiou-se ao IRB. Com isso, obteve o direito de disputar partidas internacionais deste esporte, como as eliminatórias para a Copa do Mundo de Rugby Union de 2003, 2007 e 2011. No ano de 2010, a seleção venezuelana disputou o sul-americano de rugby sevens (realizado em Mar del Plata), onde tentou qualificar-se para o Circuito Mundial de Sevens de tal ano.
A equipe venezuelana de rugby nunca disputou o Sul-Americano de maiores em sua categoria principal. Porém, conquistou em duas oportunidades o CONSUR B (antigo Sul-Americano Divisão B, renomeado como Torneio Quatro Nações B a partir de 2018), sendo elas nas edições de 2003 (na Colômbia) e 2011 (no Peru).
Para 2018, a Venezuela integrará o Torneio Quatro Nações B sul-americano, junto de Peru, Guatemala e Costa Rica.

## Confrontos
Segue-se, abaixo, um registro de confrontos da Venezuela contra outras seleções:
| Adversário        | Jogos | Vitórias | Empates | Derrotas | Pontos feitos | Pontos sofridos | Aproveitamento (%) |
| ----------------- | ----- | -------- | ------- | -------- | ------------- | --------------- | ------------------ |
| Argentina         | 1     | 0        | 0       | 1        | 7             | 147             | 0%                 |
| Brasil            | 8     | 1        | 0       | 7        | 91            | 207             | 12,5%              |
| Chile             | 1     | 0        | 0       | 1        | 3             | 95              | 0%                 |
| Colômbia          | 7     | 5        | 0       | 2        | 211           | 119             | 71,4%              |
| Costa Rica        | 1     | 1        | 0       | 0        | 70            | 0               | 100%               |
| Paraguai          | 2     | 0        | 0       | 2        | 10            | 138             | 0%                 |
| Peru              | 8     | 5        | 0       | 3        | 234           | 122             | 62,5%              |
| Trinidad e Tobago | 1     | 0        | 0       | 1        | 13            | 26              | 0%                 |
| Uruguai           | 1     | 0        | 0       | 1        | 8             | 92              | 0%                 |
| Total             | 30    | 12       | 0       | 18       | 647           | 946             | 40%                |

## Técnicos
- Rex Lawrence
- Carlos de Pascual
- Jose Queirel
- Graciano Molina
- Mario Urdaneta

## Ligação externa
- Rugby Data - Venezuela (em inglês)